# Vic Reeves
Vic Reeves (ur. 24 stycznia 1959 jako James "Jim" Roderick Moir) – angielski komik. Od 2003 roku jest żonaty z Nancy Sorrell do chwili obecnej. Prowadził program pseudonaukowo-rozrywkowy Brainiac.